# Abaya

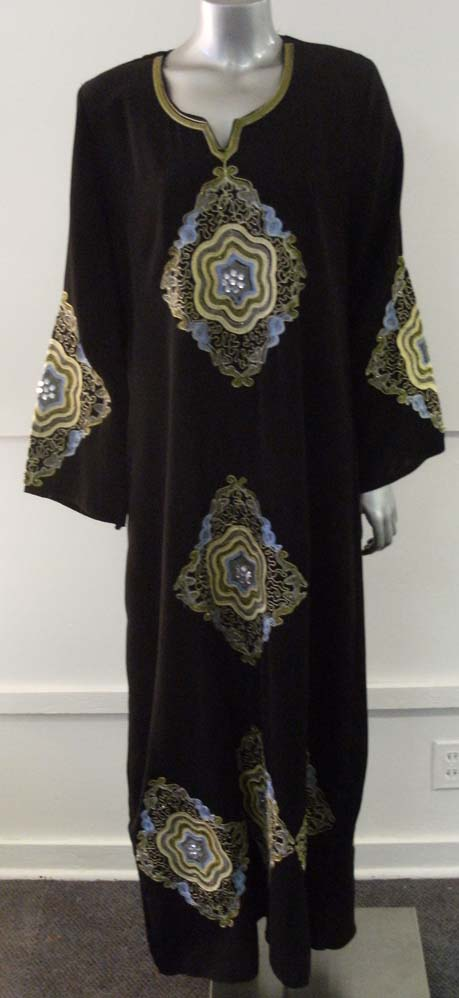
Una Abaya moderna

El manto de abaya (árabe coloquial: عباية ʿabāyah, árabe literario: عباءة ʿabāʾah, plural عبايات ʿabāyāt, عباءات ʿabāʾāt), es un vestido simple y suelto, esencialmente un vestido parecido a una bata, usado por algunas mujeres en partes del mundo musulmán, incluyendo el norte de África y la península arábiga. La abaya tradicional es negra y puede ser un gran cuadrado de tejido cubierto de los hombros, la cabeza o un caftán largo, y cubre todo el cuerpo excepto la cabeza, los pies y las manos. Puede ser usado con el nicab, un velo de la cara que cubre todos menos los ojos. Algunas mujeres también usan guantes negros largos, así que sus manos están cubiertas también.
La kebaya indonesia y malasia tradicional de las mujeres recibe su nombre de la abaya.

## Cita coránica
El abaya es más común en países con grandes poblaciones musulmanas. Algunas denominaciones del Islam consideran todo el cuerpo femenino debe ser cubierto, excepto el rostro y las manos, awrah, lo que debe ser ocultado en público de los varones no relacionados con la sangre o el matrimonio.

## Países
En Arabia Saudita, el abaya es muy usado por mujeres musulmanas. Sin embargo fuera de algunos países musulmanes como Indonesia, India y Pakistán, es muy raro usar abaya.

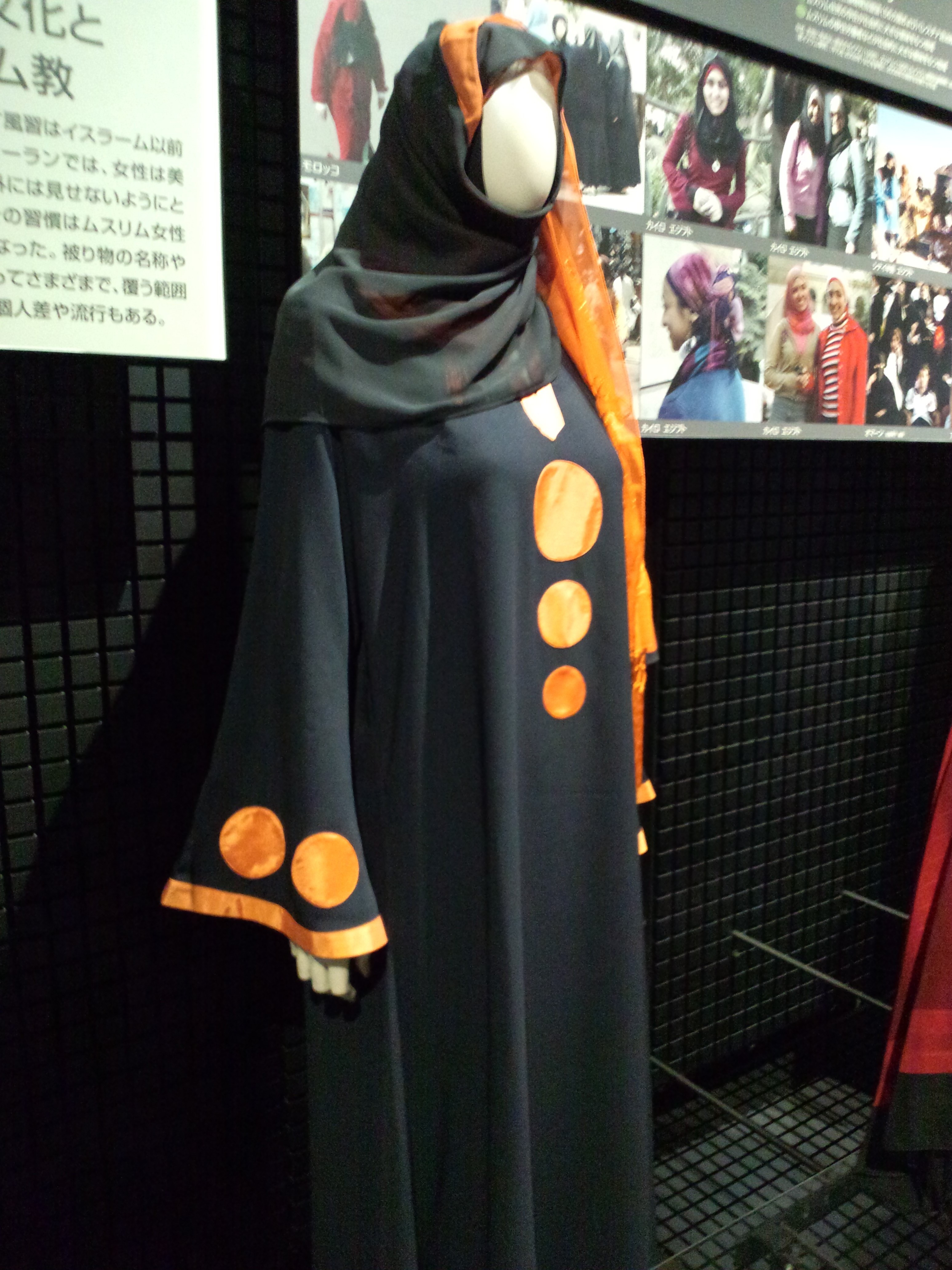
Abaya egipcia en el Museo Nacional de Etnología, Osaka, Japón

Abaya también se refiere a diferentes prendas en diferentes países. En los estados árabes del Golfo Pérsico, tienden a ser de color negro. El abaya turco, por el contrario, tiende a ser colorido.

### Oriente Medio
En Arabia Saudita, las mujeres (obligatoriamente) deben cubrirse en público.
En Catar es obligatorio llevarla.

## Estilos
Los abaya son conocidos por varios nombres pero sirven con el mismo propósito, que es cubrir el cuerpo. Los modelos contemporáneos suelen ser caftanes, cortados de telas ligeras y fluidas como crepé, georgette y chifón.
Otros estilos de abaya son frente abierto y frente cerrado. Los estilos difieren de región a región: algunos abaya tienen bordado en tela negra mientras que otros son de colores brillantes y tienen diferentes formas de arte a través de ellos, también pueden ser muy lujosos para la clase alta o simplemente de algodón para las clases bajas.